# Веслування на байдарках і каное на літніх Олімпійських іграх 1992
Змагання з веслування на байдарках і каное в програмі літніх Олімпійських ігор 1992 включають в себе два види дисциплін: слалом та спринтерські гонки. 

## Медальний залік
| Місце                | Країна                  | Золото | Срібло | Бронза | Загалом |
| -------------------- | ----------------------- | ------ | ------ | ------ | ------- |
| 1                    | Німеччина (GER)         | 7      | 2      | 2      | 11      |
| 2                    | Болгарія (BUL)          | 2      | 0      | 1      | 3       |
| 3                    | Угорщина (HUN)          | 1      | 3      | 2      | 6       |
| 4                    | Австралія (AUS)         | 1      | 1      | 1      | 3       |
| 5                    | Об'єднана команда (EUN) | 1      | 1      | 0      | 2       |
| 5                    | Чехословаччина (TCH)    | 1      | 1      | 0      | 2       |
| 7                    | США (USA)               | 1      | 0      | 2      | 3       |
| 8                    | Італія (ITA)            | 1      | 0      | 1      | 2       |
| 9                    | Фінляндія (FIN)         | 1      | 0      | 0      | 1       |
| 10                   | Швеція (SWE)            | 0      | 2      | 1      | 3       |
| 11                   | Франція (FRA)           | 0      | 1      | 3      | 4       |
| 12                   | Польща (POL)            | 0      | 1      | 2      | 3       |
| 13                   | Норвегія (NOR)          | 0      | 1      | 1      | 2       |
| 14                   | Велика Британія (GBR)   | 0      | 1      | 0      | 1       |
| 14                   | Данія (DEN)             | 0      | 1      | 0      | 1       |
| 14                   | Латвія (LAT)            | 0      | 1      | 0      | 1       |
| Загалом (16 збірних) | Загалом (16 збірних)    | 16     | 16     | 16     | 48      |

## Результати

### Слалом
| Дисципліна                  | Золото                            | Срібло                               | Бронза                                     |
| --------------------------- | --------------------------------- | ------------------------------------ | ------------------------------------------ |
| Каное-одиночки, чоловіки    | Лукаш Поллерт (CZE)               | Гарет Марріотт (GBR)                 | Джекі Авріль (FRA)                         |
| Каное-двійки, чоловіки      | США (USA) Джо Якобі Скотт Стросбо | Чехія (CZE) Їржі Роан Мирослав Шімек | Франція (FRA) Франк Едіссон Вільфрід Форгс |
| Байдарки-одиночки, чоловіки | П'єрпаоло Феррацці (ITA)          | Сільвен Куріньє (FRA)                | Йохен Леттманн (GER)                       |
| Байдарки-одиночки, жінки    | Елізабет Міхелер-Джонс (GER)      | Деніель Вудворд (AUS)                | Дана Хладек (USA)                          |

### Спринтерські гонки

#### Чоловіки
| Дисципліна                | Золото                                                                   | Срібло                                                              | Бронза                                                            |
| ------------------------- | ------------------------------------------------------------------------ | ------------------------------------------------------------------- | ----------------------------------------------------------------- |
| Каное-одиночки, 500 м     | Николай Бухалов (BUL)                                                    | Михайло Сливинський (EUN)                                           | Олаф Гойкродт (GER)                                               |
| Каное-одиночки, 1000 м    | Николай Бухалов (BUL)                                                    | Іванс Клементьєв (LAT)                                              | Дьйордь Зала (HUN)                                                |
| Каное-двійки, 500 м       | Об'єднана команда (EUN) Дмитро Довгальонок Олександр Масейков            | Німеччина (GER) Ульріх Папке Інго Спеллі                            | Болгарія (BUL) Мартін Марінов Благовест Стоянов                   |
| Каное-двійки, 1000 м      | Німеччина (GER) Ульріх Папке Інго Спеллі                                 | Данія (DEN) Арне Нільссон Крістіан Фредеріксен                      | Франція (FRA) Дідьє Ойер Олів'є Бойвен                            |
| Байдарки-одиночки, 500 м  | Мікко Колехмайнен (FIN)                                                  | Жолт Дьюлай (HUN)                                                   | Кнут Гольманн (NOR)                                               |
| Байдарки-одиночки, 1000 м | Клінт Робінсон (AUS)                                                     | Кнут Гольманн (NOR)                                                 | Грег Бартон (USA)                                                 |
| Байдарки-двійки, 500 м    | Німеччина (GER) Кай Блум Торстен Гуче                                    | Польща (POL) Мацей Фреймут Войцех Курпевський                       | Італія (ITA) Бруно Дреоссі Антоніо Россі                          |
| Байдарки-двійки, 1000 м   | Німеччина (GER) Кай Блум Торстен Гуче                                    | Швеція (SWE) Гуннар Ульссон Карл Сундквіст                          | Польща (POL) Гжегож Котович Даріуш Бялковський                    |
| Байдарки-четвірки, 1000 м | Німеччина (GER) Маріо фон Аппен Олівер Кегель Томас Райнек Андре Воллебе | Угорщина (HUN) Ференц Чіпеш Жолт Дьюлай Аттіла Абрахам Ласло Фідель | Австралія (AUS) Рамон Андерссон Келвін Грем Ян Роулінг Стівен Вуд |

#### Жінки
| Дисципліна               | Золото                                                         | Срібло                                                                  | Бронза                                                                      |
| ------------------------ | -------------------------------------------------------------- | ----------------------------------------------------------------------- | --------------------------------------------------------------------------- |
| Байдарки-одиночки, 500 м | Бірґіт Шмідт (GER)                                             | Ріта Кебан (HUN)                                                        | Ізабела Дилевська (POL)                                                     |
| Байдарки-двійки, 500 м   | Німеччина (GER) Рамона Портвіч Анке фон Сек                    | Швеція (SWE) Сусанне Гуннарссон Агнета Андерссон                        | Угорщина (HUN) Ріта Кебан Ева Донус                                         |
| Байдарки-четвірки, 500 м | Угорщина (HUN) Ріта Кебан Ева Донус Еріка Месарош Кінга Цігань | Німеччина (GER) Катрін Борхерт Рамона Портвіч Бірґіт Шмідт Анке фон Сек | Швеція (SWE) Анна Ульссон Агнета Андерссон Марія Гаглунд Сусанне Росенквіст |